# Henry Fairlie
Henry Jones Fairlie (* 13. Januar 1924 in London; † 25. Februar 1990 in Washington, D.C.) war ein britischer Journalist, politischer Kolumnist und Autor. Nach neunjähriger Anstellung bei britischen Zeitungen war er ab 1954 freiberuflich für verschiedene Publikationen im Vereinigten Königreich und den Vereinigten Staaten tätig.

## Leben
Henry Fairlies Vater, James Fairlie, stammte aus einer schottischen Bauernfamilie, war aber Anfang des 20. Jahrhunderts nach London gezogen, um in der Fleet Street als Redakteur zu arbeiten. Henry war das fünfte von sieben Kindern. Da er aufgrund einer Herzschwäche vom Militärdienst befreit war, nahm Henry Fairlie direkt nach seiner Schullaufbahn ein Geschichtsstudium am Corpus Christi College der University of Oxford auf, das er 1945 abschloss. Anschließend fand er Anstellung als Journalist bei der Tageszeitung Manchester Evening News, wechselte bald darauf zur Sonntagszeitung The Observer und schließlich zur Times of London. In dieser Zeit heiratete er Lisette Todd Phillips, mit der er drei Kinder hatte.
1954 gab er die Festanstellung bei der Times auf und begann – zunächst unter dem nom de plume Trimmer, nach einiger Zeit unter seinem bürgerlichen Namen – eine politische Kolumne für die Wochenzeitschrift The Spectator zu verfassen. Einer dieser Artikel aus dem Jahr 1955 wurde bekannt dafür, vermeintlich die moderne Bedeutung des Begriffs Establishments erfunden zu haben. Fairlie schrieb in einem Text über Guy Burgess und Donald Maclean, dass er „mit dem 'Establishment' [...] nicht nur die Zentren politischer Macht [meine] – obwohl diese durchaus Teil davon sind – sondern die ganze Matrix offizieller und gesellschaftlicher Beziehungen mit denen Macht ausgeübt wird“ (By the 'Establishment' I do not only mean the centres of official power - though they are certainly part of it - but rather the whole matrix of official and social relations with which power is exercised). Der Begriff ging schnell in den Sprachgebrauch der britischen Presse über und wurde als geflügeltes Wort selbst im Oxford English Dictionary Fairlie zugeschrieben, auch wenn Fairlie selbst auf eine frühere ähnliche Verwendung durch Alan J. P. Taylor hinwies.
Ab 1956 bis 1960 war Fairlie für die Daily Mail tätig, anschließend unregelmäßig für andere britische Zeitungen. Während einer Tätigkeit für den Sunday Telegraph besuchte er 1965 erstmals die Vereinigten Staaten und entschied wenige Monate später, nach Washington, D.C., zu übersiedeln. Seine Familie zog zunächst ebenfalls nach Amerika, kehrte jedoch bald nach Großbritannien zurück. In den USA verfasste Fairlie neben Artikeln und Essays auch Bücher, wovon vor allem seine 1973 erschienene Kritik an John F. Kennedy, The Kennedy Promise: The Politics of Expectation, eine größere Auflage erreichte. Ab Mitte der 1970er-Jahre schrieb er regelmäßig für The New Republic und The Washington Post. Für letztere verfasste er von 1976 bis 1982 eine zweimal wöchentlich erscheinende Kolumne „Fairlie at Large“. In der Redaktion der Wochenzeitschrift The New Republic, für die er unter anderem politische Essays schrieb, hatte er ein festes Büro – das ihm Mitte der 1980er-Jahre zeitweise als Wohnsitz diente, als er die Miete für seine Wohnung nicht begleichen konnte. Anfang 1990 zog sich Fairlie bei einem Sturz einen Hüftbruch zu und verstarb, geschwächt durch Herzprobleme und Alkoholmissbrauch, einige Tage später im Krankenhaus.

## Werk
Fairlie vertrat als politischer Kommentator vehement seine Positionen als britischer Tory mit einer Mitte der 1960er-Jahre erwachten Faszination für die Vereinigten Staaten. Seine britische Auslegung des Konservatismus brachte ihn häufig näher an Positionen der Demokratischen Partei als an die der Republikanischen Partei.

### Bücher
Neben zahlreichen in Tageszeitungen und Zeitschriften veröffentlichten Artikeln und Essays schrieb Fairlie fünf Bücher; ein sechstes wurde posthum als Anthologie publiziert.
- Henry Jones Fairlie: The Life of Politics. Methuen, London 1968 (englisch, 271 S.).
- Henry Jones Fairlie: The Kennedy Promise: The Politics of Expectation. Doubleday, New York City 1973, ISBN 978-0-385-00559-3 (englisch, 376 S.).
- Henry Jones Fairlie: The Spoiled Child of the Western World: The Miscarriage of the American Idea in Our Time. Doubleday, New York City 1976, ISBN 978-0-385-04936-8 (englisch, 350 S.).
- Henry Jones Fairlie: The Parties: Republicans and Democrats in This Century. St Martin’s Press, New York City 1978, ISBN 978-0-312-59738-2 (englisch).
- Henry Jones Fairlie: The Seven Deadly Sins Today. University of Notre Dame Press, Notre Dame (Indiana) 1979, ISBN 978-0-268-01698-2 (englisch, 224 S.).
- Henry Jones Fairlie: Bite the Hand That Feeds You: Essays and Provocations. Yale University Press, New Haven 2009, ISBN 978-0-300-12383-8 (englisch, 368 S., Zusammengestellt von Jeremy McCarter).